# BC Ežerūnas
O BC Ežerūnas-Karys é um clube profissional de basquetebol situado na cidade de Molėtai, Condado de Utena, Lituânia que disputa atualmente a NKL.